# Yaşar Alpaslan
Yaşar Alpaslan (* 23. März 1914 in Istanbul; † 1995 ebenda) war ein türkischer Fußballspieler. Durch seine langjährige Tätigkeit für Fenerbahçe Istanbul wird von Vereins- und Fanseiten als eine der wichtigen Persönlichkeiten der Vereinsgeschichte bezeichnet.

## Karriere

### Verein
Die Anfänge von Alpaslans Karriere sind nahezu undokumentiert. Als erste belegte Station begann er ab dem Jahr 1932 für Fenerbahçe Istanbul zu spielen. Er kam in dieser Spielzeit am 23. Dezember 1932 in der Partie der İstanbul Ligi (deutsch: „Istanbuler Liga“) gegen den Erzrivalen Beşiktaş Istanbul zum ersten Mal in einer Pflichtspielpartie für seinen Verein zum Einsatz. Da damals in der Türkei keine landesübergreifende professionelle Liga existierte, gab es stattdessen in den Ballungszentren wie Istanbul, Ankara und Izmir regionale Ligen, von denen die İstanbul Ligi (auch İstanbul Futbol Ligi genannt) als die Renommierteste galt. Im weiteren Saisonverlauf kam Alpaslan zu zehn weiteren Ligaeinsätzen, wodurch er insgesamt elf von zwölf möglichen Ligaspielen absolviert hatte. Mit seinem Team gewann er in seiner ersten Saison die Istanbuler Meisterschaft.
Nachfolgend war Alpaslan bis Ende der 1930er Jahre ein fester Bestandteil der Mannschaft. Nachdem er mit seinem Team die Istanbuler Meisterschaft der Spielzeit 1932/33 holen konnte, gehörte er auch zu jener Fenerbahçe-Mannschaft, die in den Spielzeiten 1934/35, 1935/36 und 1936/37 drei Mal aufeinanderfolgend Istanbuler Meister werden konnte. Damit zog Fenerbahçe mit dem Erzrivalen Galatasaray gleich, der als erster Verein drei aufeinander folgende Meisterschaften erreichte. Er war auch Teil jener Fenerbahçe-Mannschaft, die in der Saison 1937 aus der Millî Küme als Sieger hervorging, einer Art Meisterschaftsturnier, an der die Mannschaften der drei Großstädte Istanbul, Ankara und Izmir teilnahmen.
Nach diesen erfolgreichen drei Spielzeiten blieb Niyazi zwar zwei weitere Spielzeiten bei Fenerbahçe, konnte jedoch mit seinem Team in diesen Spielzeiten keinen weiteren Titel holen. Im Anschluss an diese Saison 1938/39 beendete er im Alter von 31 Jahren seine Karriere.

### Nationalmannschaft
Alpaslan begann seine Nationalmannschaftskarriere 1936 mit einem Einsatz für die türkische Nationalmannschaft im Testspiel gegen die Jugoslawische Nationalmannschaft. Bis zum August 1936 absolvierte er ein weiteres Länderspiel.
Zudem nahm Alpaslan mit der türkischen Auswahl an den Olympischen Sommerspielen 1936 teil.

## Erfolge
Mit Fenerbahçe Istanbul
- Meister der İstanbul Futbol Ligi: 1929/30, 1932/33, 1934/35, 1935/36, 1936/37
- Meister der Millî Küme: 1937
- İstanbul-Şildi-Sieger: 1933/34, 1937/38, 1938/39
- Sieger im Ankara Stadyum Kupası: 1936